# Eslöv (commune)
La commune d'Eslöv est une commune suédoise du comté de Skåne. 32 179 personnes y vivent. Son siège se situe à Eslöv.

## Localités principales
- Billinge
- Eslöv
- Flyinge
- Gårdstånga
- Harlösa
- Hurvu
- Kungshult
- Löberöd
- Marieholm
- Stehag
- Stockamöllan
- Väggarp

## Paroisses
- Borlunda-Skeglinge
- Eslöv
- Gårdstånga-Holmby
- Hammarlunda
- Harlösa
- Högseröd
- Örtofta
- Östra Onsjö
- Östra Strö-Skarhult
- Reslöv-Östra Karaby
- Ringsjö (paroisse)